# Alexandra Stevenson
Alexandra Winfield Stevenson (La Jolla, 15 dicembre 1980) è un'ex tennista e conduttrice televisiva statunitense.

## Biografia
Alexandra è alta 185 centimetri, pesa 71 chilogrammi e gioca il rovescio a una mano; è figlia dell'ex giocatore di basket Julius Erving.
 Ha preso il cognome della madre, una scrittrice e giornalista sportiva, essendo il frutto di una relazione extraconiugale di Erving. Solo nel 2008 ha conosciuto il padre, col quale è riuscita ad allacciare un ottimo rapporto.

## Carriera
Nella sua prima partecipazione a Wimbledon 1999, è arrivata fino alla semifinale. Nel quarto turno, dopo aver salvato un matchpoint contro Lisa Raymond, ha vinto la partita per 2-6, 7-6, 6-1. Nei quarti di finale ha battuto Jelena Dokić in tre set mentre in semifinale si è arresa alla futura vincitrice Lindsay Davenport in due set (fino a quel momento solo Chris Evert e Anna Kurnikova avevano raggiunto la semifinale nella loro prima apparizione a Wimbledon). 

## Statistiche

### Singolare

#### Sconfitte (2)
| Legenda               |
| --------------------- |
| Grande Slam (0)       |
| Argenti Olimpici (0)  |
| WTA Championships (0) |
| Tier I (0)            |
| Tier II (1)           |
| Tier III (1)          |
| Tier IV (0)           |
| Tier V (0)            |

| N. | Data             | Torneo                                 | Superficie  | Avversaria in finale | Punteggio        |
| 1. | 24 febbraio 2002 | Kroger St. Jude International, Memphis | Cemento (i) | Lisa Raymond         | 6-4, 3-6, 6(9)-7 |
| 2. | 3 novembre 2002  | Generali Ladies Linz, Linz             | Cemento (i) | Justine Henin        | 3-6, 0-6         |

### Doppio

#### Vittorie (1)
| Legenda               |
| --------------------- |
| Grande Slam (0)       |
| Argenti Olimpici (0)  |
| WTA Championships (0) |
| Tier I (0)            |
| Tier II (1)           |
| Tier III (0)          |
| Tier IV (0)           |
| Tier V (0)            |

| N. | Data              | Torneo                 | Superficie    | Compagna        | Avversaria in finale          | Punteggio |
| 1. | 29 settembre 2002 | Sparkassen Cup, Lipsia | Sintetico (i) | Serena Williams | Janette Husárová Paola Suárez | 6–3, 7–5  |

## Risultati in progressione
| Sigla | Risultato               |
| ----- | ----------------------- |
| V     | Vincitore               |
| F     | Finalista               |
| SF    | Semifinalista           |
| O     | Oro olimpico            |
| A     | Argento olimpico        |
| SF    | Bronzo olimpico         |
| QF    | Quarti di Finale        |
| 4T    | Quarto turno            |
| 3T    | Terzo turno             |
| 2T    | Secondo turno           |
| 1T    | Primo turno             |
| RR    | Round Robin             |
| LQ    | Turno di qualificazione |
| A     | Assente                 |
| ND    | Non disputato           |

| Legenda superfici    |
| -------------------- |
| Cemento              |
| Terra battuta        |
| Erba                 |
| Superficie variabile |

### Singolare nei tornei del Grande Slam
| Torneo          | 1997 | 1998 | 1999 | 2000 | 2001 | 2002 | 2003 | 2004 | 2005 | 2006 | 2007 | 2008 | 2009 | 2010 | 2011 | 2012 | 2013 | 2014 |
| --------------- | ---- | ---- | ---- | ---- | ---- | ---- | ---- | ---- | ---- | ---- | ---- | ---- | ---- | ---- | ---- | ---- | ---- | ---- |
| Australian Open | A    | A    | A    | 1T   | 2T   | 1T   | 2T   | 1T   | A    | A    | A    | A    | A    | A    | A    | A    | A    | A    |
| Open di Francia | A    | A    | A    | 1T   | 1T   | 1T   | 1T   | A    | A    | A    | A    | A    | A    | A    | A    | A    | A    | A    |
| Wimbledon       | A    | A    | SF   | 2T   | 2T   | 1T   | 1T   | A    | A    | A    | A    | A    | A    | A    | A    | A    | A    | A    |
| US Open         | A    | 1T   | 1T   | 1T   | 1T   | 1T   | 1T   | 1T   | A    | A    | A    | A    | A    | A    | A    | A    | A    | A    |

### Doppio nei tornei del Grande Slam
| Torneo          | 1997 | 1998 | 1999 | 2000 | 2001 | 2002 | 2003 | 2004 | 2005 | 2006 | 2007 | 2008 | 2009 | 2010 | 2011 | 2012 | 2013 | 2014 |
| --------------- | ---- | ---- | ---- | ---- | ---- | ---- | ---- | ---- | ---- | ---- | ---- | ---- | ---- | ---- | ---- | ---- | ---- | ---- |
| Australian Open | A    | A    | A    | A    | 2T   | 1T   | 1T   | A    | A    | A    | A    | A    | A    | A    | A    | A    | A    | A    |
| Open di Francia | A    | A    | A    | A    | 1T   | A    | 1T   | A    | A    | A    | A    | A    | A    | A    | A    | A    | A    | A    |
| Wimbledon       | A    | A    | A    | A    | A    | 1T   | 3T   | A    | A    | A    | A    | A    | A    | A    | A    | A    | A    | A    |
| US Open         | 1T   | 1T   | 2T   | 2T   | A    | 2T   | 2T   | A    | A    | A    | A    | A    | A    | A    | A    | A    | A    | A    |

### Doppio misto nei tornei del Grande Slam
| Torneo          | 1997 | 1998 | 1999 | 2000 | 2001 | 2002 | 2003 | 2004 | 2005 | 2006 | 2007 | 2008 | 2009 | 2010 | 2011 | 2012 | 2013 | 2014 |
| --------------- | ---- | ---- | ---- | ---- | ---- | ---- | ---- | ---- | ---- | ---- | ---- | ---- | ---- | ---- | ---- | ---- | ---- | ---- |
| Australian Open | A    | A    | A    | A    | A    | A    | A    | A    | A    | A    | A    | A    | A    | A    | A    | A    | A    | A    |
| Open di Francia | A    | A    | A    | A    | A    | A    | A    | A    | A    | A    | A    | A    | A    | A    | A    | A    | A    | A    |
| Wimbledon       | A    | A    | A    | 2T   | A    | A    | A    | A    | A    | A    | A    | A    | A    | A    | A    | A    | A    | A    |
| US Open         | A    | A    | SF   | 1T   | 1T   | 2T   | QF   | 2T   | A    | A    | A    | A    | A    | A    | A    | A    | A    | A    |

## Vittorie contro giocatrici Top 10
| Stagione | 2000 | 2001 | 2002 | Totale |
| Vittorie | 1    | 0    | 5    | 6      |

| #    | Giocatrice            | Ranking | Evento                                 | Superficie  | Turno | Punteggio        | Rank. ASR |
| ---- | --------------------- | ------- | -------------------------------------- | ----------- | ----- | ---------------- | --------- |
| 2000 |                       |         |                                        |             |       |                  |           |
| 1.   | Barbara Schett        | 8       | Adidas International, Sydney           | Cemento     | 2T    | 2-6, 6-3, 6-3    | 45        |
| 2002 |                       |         |                                        |             |       |                  |           |
| 2.   | Jennifer Capriati (1) | 2       | Adidas International, Sydney           | Cemento     | 2T    | 7-6(5), 3-6, 6-4 | 61        |
| 3.   | Jennifer Capriati (2) | 3       | Porsche Tennis Grand Prix, Filderstadt | Cemento (i) | 2T    | 7-6(4), 4-6, 6-4 | 35        |
| 4.   | Jelena Dokić          | 6       | Swisscom Challenge, Zurigo             | Cemento (i) | 2T    | 7-6(6), 4-6, 7-5 | 28        |
| 5.   | Jennifer Capriati (3) | 3       | Generali Ladies Linz, Linz             | Cemento (i) | QF    | 6-1, 6-1         | 22        |
| 6.   | Daniela Hantuchová    | 9       | Generali Ladies Linz, Linz             | Cemento (i) | SF    | 6-4, 7-6(6)      | 22        |